# Konsztandínosz Hrisztofóru
Konsztandínosz Hrisztofóru (görögül: Κωνσταντίνος Χριστοφόρου; Limassol, 1977. április 25. –) ciprusi, görög énekes. Ő képviselte Ciprust három alkalommal az Eurovíziós Dalfesztiválon. Szólóénekesként 1996-ban a Mono Yia Mas című dallal, 2005-ben az Ela Ela (Come Baby) című dallal képviselte hazáját. 2002-ben a One együttes tagjaként vett részt a Gimme című dallal. 2016-ban és 2017-ben ő közölte a görög zsűri pontjait.